# HD118386
HD118386 — хімічно пекулярна зоря спектрального класу A3, що має видиму зоряну величину в смузі V приблизно  8,2.
Вона  розташована на відстані близько 622,4 світлових років від Сонця.